# Dimethylformamid
Dimethylformamid (zkráceně DMF) je organická sloučenina se vzorcem (CH3)2NC(O)H. Jedná se o bezbarvou kapalinu mísitelnou s vodou, používanou jako rozpouštědlo. Čistý dimethylformamid je bez zápachu, ale znečištěné vzorky zapáchají v důsledku přítomnosti příměsí dimethylaminu. Látka je strukturou podobná formamidu, ve kterém jsou dva amidové vodíky nahrazeny methylovými skupinami. Dimethylformamid je polární aprotické rozpouštědlo s vysokou teplotou varu, vhodné pro reakce s polárními mechanismy, jako jsou například SN2 reakce.

## Struktura a fyzikální vlastnosti

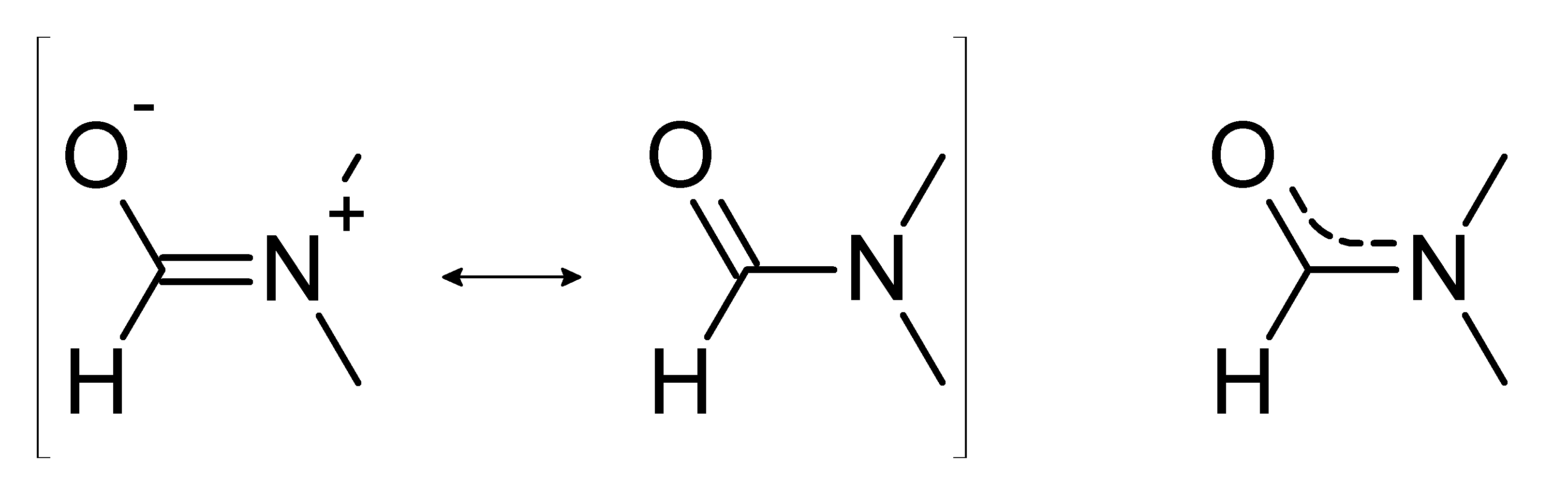
Vlevo: Dvě rezonanční struktury DMF Vpravo: znázornění delokalizace elektronů

Podobně jako většina jiných amidů se u DMF vazby C-N a C-O chovají částečně jako dvojné. V infračervených spektrech se objevuje absorpční pás způsobený prodlužováním vazeb C=O na vlnočtu 1675 cm−1, zatímco u ketonu by byl blízko 1700 cm−1.
Ve spektru protonové nukleární magnetické rezonance se za pokojové teploty objevují dva methylové signály, což naznačuje znemožnění rotace kolem vazby (O)C-N. Při teplotách okolo 100 °C je v NMR spektru (500 MHz) DMF pouze jeden signál methylových skupin.
DMF je mísitelný s vodou. Jeho tlak páry při 20 °C činí 0,35 kPa. Konstanta Henryho zákona má hodnotu 7.47 × 10−3 Pa m3 mol−1. Rozdělovací koeficient log POW je −0,85.

## Reakce
DMF může být obzvláště za vyšších teplot, hydrolyzován silnými kyselinami a zásadami; za přítomnosti hydroxidu sodného se mění na mravenčanový anion a dimethylamin. DMF se za teplot blízko své teploty varu dekarbonyluje na dimethylamin; destilace se tak provádí za sníženého tlaku a nižších teplot.
Dimethylformamid má využití v organické syntéze ve Vilsmeierových–Haackových reakcích, používaných k formylování aromatických sloučenin. Na začátku se DMF přeměňuje na chloriminiový ion, [(CH3)2N=CH(Cl)]+, označovaný jako Vilsmeierovo činidlo, který následně reaguje s areny.
Organolithná a Grignardova činidla vytváří reakcemi s DMF a následnou hydrolýzou aldehydy; tento proces se nazývá Bouveaultova syntéza aldehydů.
Dimethylformamid tvoří 1:1 adukty s Lewisovými kyselinami, jako jsou jod a fenol. Patří mezi tvrdé Lewisovy zásady a jeho parametry v ECW modelu jsou EB= 2,19 a CB= 1,31.

## Výroba
DMF poprvé připravil francouzský chemik Albert Verley v roce 1893 destilací směsi dimethylaminhydrochloridu a mravenčanu draselného.
Dimethylformamid lze také získat reakcí methylformiátu s dimethylamin em nebo dimethylaminu s oxidem uhelnatým.
Další možností, i když nevýhodnou, je příprava ze superkritického oxidu uhličitého pomocí rutheniových katalyzátorů.

## Použití
Dimethylformamid má hlavní využití jako málo se odpařující rozpouštědlo. Používá se při výrobě plastů a akrylátových vláken. Také slouží jako rozpouštědlo v syntéze peptidů v rámci výroby léčiv, ve výrobě pesticidů a lepidel.
- DMF je reaktantem v Bouveaultově syntéze aldehydů[17][18][19] a Vilsmeierových–Haackových reakcích.[9][10].
- DMF je častým rozpouštědlem v Heckových reakcích.[20]
- DMF se také využívá jako katalyzátor přípravy acylhalogenidů, převážně acylchloridů, z karboxylových kyselin s využitím oxalyl- nebo thionylchloridu. Při katalýze dochází k vratné tvorbě imidoylchloridu:[21][22]

- DMF proniká skrz většinu plastů; z tohoto důvodu je vhodný pro syntézu peptidů v pevné fázi a jako přísada do odstraňovačů barev.
- DMF se jako rozpouštědlo používá k odstraňování alkenů, napříkladbuta-1,3-dienu, extrakční destilací.
- Používá se také při výrobě barev; v průběhu reakce se spotřebovává.
- Čistý acetylen nelze stlačit a skladovat bez nebezpečí výbuchu. Průmyslový acetylen se bezpečně stlačuje za přítomnosti dimethylformamidu, který vytváří koncentrovaný roztok.

Jako reaktant má dimethylformamid řadu laboratorních využití.
- DMF účinně odstraňuje a suspenduje uhlíkové nanotrubice a dá se použít při jejich zkoumání blízkou infračervenou spektroskopií.[23]
- DMF může sloužit jako standard v protonové NMR pro kvantitativní určení neznámé sloučeniny.
- V organokovové chemii se používá jako zdroj karbonylových ligandů.
- DMF-d7 za přítomnosti katalytického množství KOt-Bu a působení mikrovlnného záření deuteruje polyaromatické uhlovodíky.

## Bezpečnost
Reakce, při kterých se používá hydrid sodný v DMF, jsou nebezpečné; i za teploty 26 °C dochází k exotermnímu rozkladu. V laboratořích lze jakémukoliv přílišnému nárůstu teploty zamezit v ledové lázni; na průmyslové úrovni se ale odehrálo několik nehod.
Vystavení parám dimethylformamidu snižuje toleranci k alkoholu a způsobuje podráždění kůže.

## Toxicita
Akutní LD50 (při ústním podání u krys a myší) je 2,2–7,55 g/kg.